# GBIF España

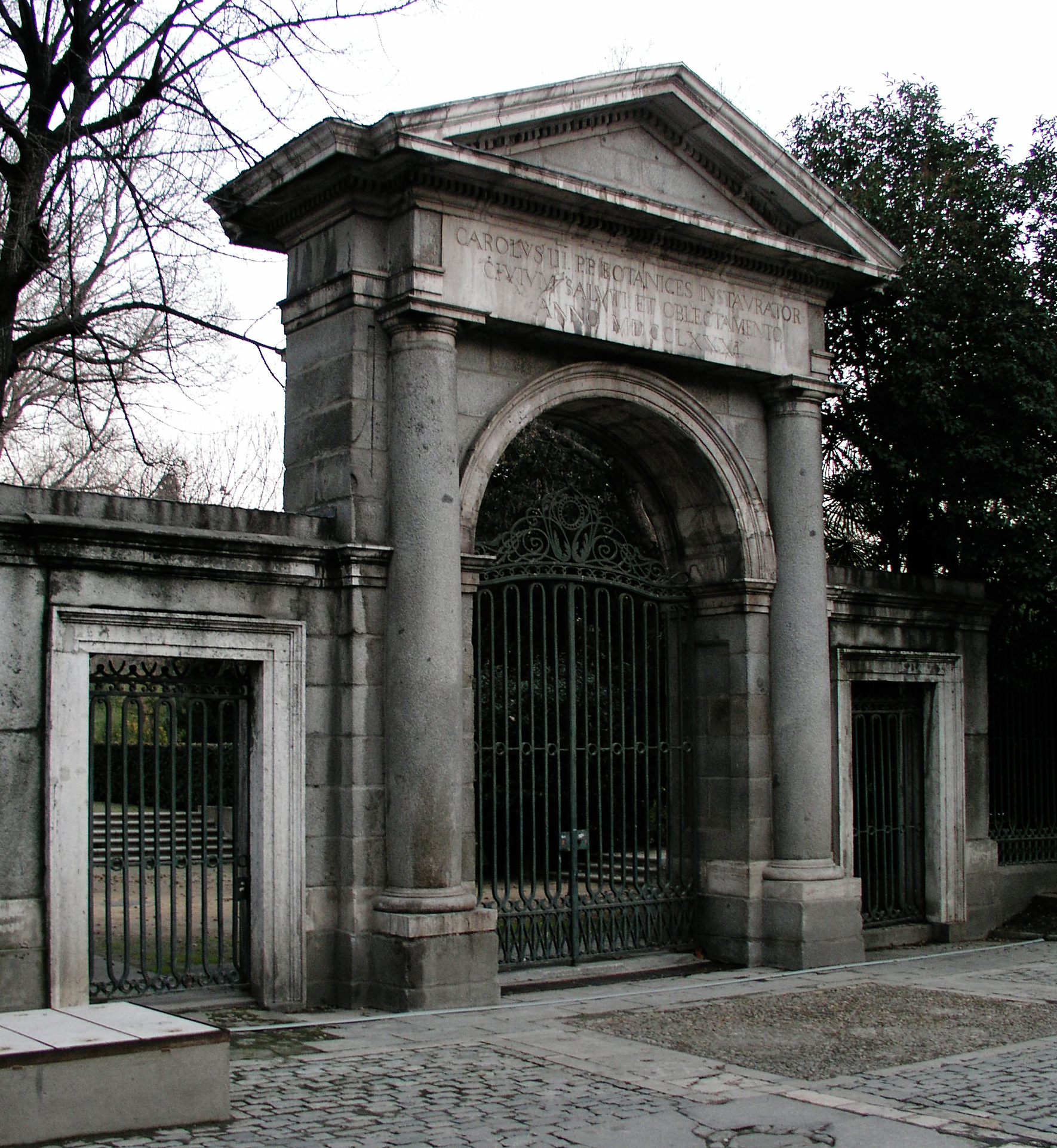
Puerta del Rey del Real Jardín Botánico sede del GBIF España.

GBIF España es el nodo español de la Infraestructura Mundial de Información en Biodiversidad (Global Biodiversity Information Facility, GBIF). Su creación es consecuencia de la adhesión de España a GBIF mediante la firma del "Memorando de Entendimiento" por parte de la ministra de Ciencia y Tecnología en febrero de 2001.
El nodo nacional GBIF.ES se articula como una red de centros y proyectos con una Unidad de Coordinación. Esta Unidad de Coordinación se ubica en el Real Jardín Botánico - CSIC de Madrid y tiene como misión fundamental el apoyar a todas las instituciones depositarias de colecciones de historia natural y entidades con información en biodiversidad a que participen en GBIF. Por su parte, los centros, proyectos, departamentos y otras entidades participan publicando datos de biodiversidad a través de la red de GBIF.
Los datos de biodiversidad de las entidades participantes se pueden consultar a través de los portales de GBIF. Estos son el internacional www.gbif.org y en el ámbito de GBIF España http://datos.gbif.es/
Además de hacer accesibles datos de biodiversidad, GBIF se propone: informatizar las colecciones biológicas científicas y los datos de proyectos de biodiversidad; desarrollar, adoptar y dar formación en las tecnologías que permiten la interoperabilidad de la red GBIF; elaborar el catálogo unificado de organismos vivos; promover la formación y cooperación, y la repatriación de información a los países de origen; compilar bases de datos con información sobre especies; y crear una biblioteca digital de la biodiversidad.
A nivel internacional GBIF conecta más de 1000 millones de registros de biodiversidad, prodecedentes de más de 42.000 bases de datos de 58 países y 38 organizaciones internacionales. La contribución de centros y proyectos españoles a la red de GBIF es de más de 25,5 millones de registros procedentes de 95 instituciones.